# Dmitrij I Aleksandrovič
Dmitrij I Aleksandrovič in russo Дмитрий I Александрович? /'dmitri pʲɛrvɨj alʲɪ'ksandrʌviʧ/ (1250 – Oblast' di Mosca, 1294) è stato Gran Principe di Vladimir dal 1277 al 1281 e poi dal 1283 al 1294, figlio di Aleksandr Nevskij.

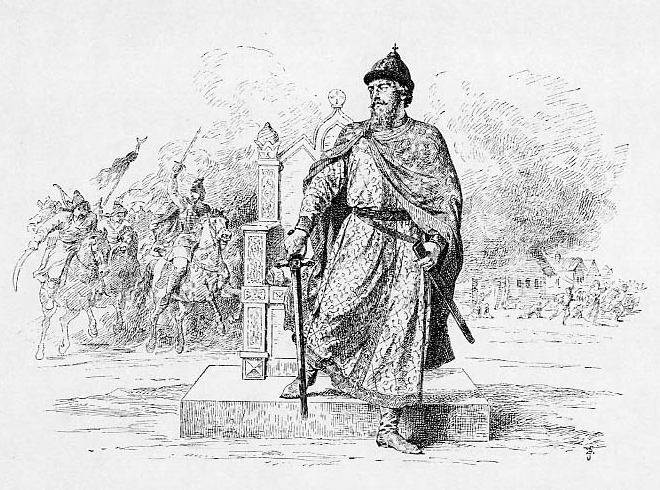

Nel 1277, essendo morto Vasilij senza lasciare eredi (fratelli o figli) Dmitrij ottiene lo jarlik per salire sul trono di Vladimir. Nel 1280 impegnato ad attaccare Novgorod non si reca dal khan Tuda-Mangu per ottenere la conferma della sua posizione.
A causa di ciò Dmitrij viene privato dello jarlik a favore del fratello Andrea.
Nel 1281 si reca dal Khan Nogai, avversario di Tuda-Mangu khan, da cui riceve nuovamente lo jarlik per il Principato di Vladimir che rioccupa, dopo aver sconfitto il fratello, nel 1283.
Alla sua morte il trono di Vladimir torna al fratello Andrea ma il principato perde d'importanza nei confronti di quello Mosca e pertanto si considera il primo Gran Principe di Mosca come successore politico di Dmitrij I.

## Ascendenza
|                              |                          |                              | Genitori                           |  |  | Nonni |  |  | Bisnonni                 |  |  | Trisnonni                |  |
|                              |                          |                              |                                    |  |  |       |  |  | Vsevolod III di Vladimir |  |  | Jurij Dolgorukij di Kiev |  |
|                              |                          |                              |                                    |  |  |       |  |  | Vsevolod III di Vladimir |  |  | Jurij Dolgorukij di Kiev |  |
|                              |                          | Elena                        |                                    |  |  |       |  |  | Vsevolod III di Vladimir |  |  |                          |  |
| Jaroslav II di Vladimir      |                          |                              |                                    |  |  |       |  |  | Vsevolod III di Vladimir |  |  |                          |  |
|                              |                          | Maria Švarnovna              | Švarno Zhiroslavyč                 |  |  |       |  |  |                          |  |  |                          |  |
|                              |                          | Maria Švarnovna              | Švarno Zhiroslavyč                 |  |  |       |  |  |                          |  |  |                          |  |
|                              |                          | Maria Švarnovna              | …                                  |  |  |       |  |  |                          |  |  |                          |  |
| Aleksandr Jaroslavič Nevskij |                          | Maria Švarnovna              |                                    |  |  |       |  |  |                          |  |  |                          |  |
|                              |                          | Mstislav Mstislavič l'Audace | Mstislav Rostislavič il Coraggioso |  |  |       |  |  |                          |  |  |                          |  |
|                              |                          | Mstislav Mstislavič l'Audace | Mstislav Rostislavič il Coraggioso |  |  |       |  |  |                          |  |  |                          |  |
|                              |                          | Mstislav Mstislavič l'Audace | Teodosia Glebovna                  |  |  |       |  |  |                          |  |  |                          |  |
| Teodosia Mstislavna          |                          | Mstislav Mstislavič l'Audace |                                    |  |  |       |  |  |                          |  |  |                          |  |
|                              |                          | Maria                        | Köten                              |  |  |       |  |  |                          |  |  |                          |  |
|                              |                          | Maria                        | Köten                              |  |  |       |  |  |                          |  |  |                          |  |
|                              |                          | Maria                        | …                                  |  |  |       |  |  |                          |  |  |                          |  |
| Dmitrij I Aleksandrovič      |                          | Maria                        |                                    |  |  |       |  |  |                          |  |  |                          |  |
|                              | Vasil'ko II Brjačislavič | Brjačislav I Vasil'kovič     |                                    |  |  |       |  |  |                          |  |  |                          |  |
|                              | Vasil'ko II Brjačislavič | Brjačislav I Vasil'kovič     |                                    |  |  |       |  |  |                          |  |  |                          |  |
|                              | Vasil'ko II Brjačislavič | …                            |                                    |  |  |       |  |  |                          |  |  |                          |  |
| Brjačislav II Vasil'kovič    | Vasil'ko II Brjačislavič |                              |                                    |  |  |       |  |  |                          |  |  |                          |  |
|                              |                          | ?                            | Davide Rostislavič                 |  |  |       |  |  |                          |  |  |                          |  |
|                              |                          | ?                            | Davide Rostislavič                 |  |  |       |  |  |                          |  |  |                          |  |
|                              |                          | ?                            | …                                  |  |  |       |  |  |                          |  |  |                          |  |
| Aleksandra Brjačislavna      |                          | ?                            |                                    |  |  |       |  |  |                          |  |  |                          |  |
|                              |                          | …                            | …                                  |  |  |       |  |  |                          |  |  |                          |  |
|                              |                          | …                            | …                                  |  |  |       |  |  |                          |  |  |                          |  |
|                              |                          | …                            | …                                  |  |  |       |  |  |                          |  |  |                          |  |
| …                            |                          | …                            |                                    |  |  |       |  |  |                          |  |  |                          |  |
|                              |                          | …                            | …                                  |  |  |       |  |  |                          |  |  |                          |  |
|                              |                          | …                            | …                                  |  |  |       |  |  |                          |  |  |                          |  |
|                              |                          | …                            | …                                  |  |  |       |  |  |                          |  |  |                          |  |
|                              |                          | …                            |                                    |  |  |       |  |  |                          |  |  |                          |  |